# أرغود (كونييتش)
أرغود (بالإنجليزية: Argud) بالكيريلية (Аргуд) هي قرية في بلدية كونييتش التابعة للبوسنة والهرسك.